# هان کوانگ-سونگ
هان کوانگ-سونگ (انگلیسی: Han Kwang-song; کره‌ای: 한광성؛ زادهٔ ۲۱ ژوئیهٔ ۱۹۹۸) بازیکن فوتبال اهل کره شمالی است.